# Otanes (Sohn des Sisamnes)
Otanes (auch Onophas; pers.: Utâna) war ein persischer Beamter und Feldherr des antiken Achämenidenreichs im 6. vorchristlichen Jahrhundert. Wie sein Vater Sisamnes war er zuerst gemäß Herodot ein königlicher Richter. Um das Jahr 512 v. Chr. wurde Otanes von Großkönig Dareios I. zum Befehlshaber des persischen Heeres im westlichen Kleinasien ernannt, das zuvor Megabazos befehligt hatte. Im Verlauf des Ionischen Aufstands eroberte er Chalcedon, Byzantion und andere Städte. Später kamen Klazomenai und Kyme dazu.